# Vorticità
In fluidodinamica si definisce vorticità la grandezza vettoriale:
{\displaystyle {\bar {\omega }}={\vec {\nabla }}\times {\vec {v}}}
ovverosia il rotore della velocità; rappresenta inoltre la densità superficiale di circolazione:
{\displaystyle {\bar {\omega }}={\frac {\partial \Gamma }{\partial r^{2}}}}
dove:   
- {\displaystyle \Gamma =\oint _{\partial S}{\vec {v}}\cdot {\vec {t}}dS}
- {\displaystyle {\vec {t}}}è il vettore tangente alla traiettoria

La vorticità è poi collegata alla velocità di rotazione di un elemento di fluido e in particolare si dimostra studiandone la deformazione che:
{\displaystyle \omega =2\Omega }
dove {\displaystyle \Omega } è la velocità istantanea di rotazione rigida dell'elemento di fluido.
In generale la dinamica della vorticità è descritta dall'equazione della vorticità.

## Fluidi incomprimibili
In un fluido incomprimibile la vorticità nasce solo in presenza di contorni solidi e deriva dalla condizione di aderenza, ossia che il flusso non scorra sulla parete. La velocità relativa tra fluido e contorno solido è in altre parole considerata nulla e le particelle a diretto contatto con la parete vi aderiranno, mentre quelle appena più distanti avranno una certa velocità relativa non nulla.
Consideriamo una corrente uniforme ed una lastra piana di lunghezza Δy e di spessore trascurabile immersa nello stesso verso della corrente presente nel campo. Consideriamo una superficie bidimensionale infinitesima di fluido dx Δy, dove con x si è indicato l'asse parallelo al flusso e con y l'asse normale alla lastra, a contatto con la faccia superiore della lastra stessa. La circolazione al contorno sarà perciò in base al teorema del rotore:
{\displaystyle \operatorname {d} \Gamma ={\frac {\operatorname {d} (x,y)}{\operatorname {d} t}}\cdot \operatorname {d} (x,y)=\nabla \times {\frac {\operatorname {d} (x,y)}{\operatorname {d} t}}\cdot \operatorname {d} x\Delta y=\omega \operatorname {d} x\Delta y}
L'elemento avrà sulla faccia superiore una velocità lungo l'asse x, mentre sulla faccia inferiore, a contatto con la lastra, dovrà soddisfare la condizione al contorno di aderenza, perciò l'equazione si riduce a:
{\displaystyle \omega \,\operatorname {d} x\,\Delta y=-{\frac {\operatorname {d} x}{\operatorname {d} t}}\operatorname {d} x}
da cui si deduce che la quantità di vorticità totale presente ad una certa coordinata x della lastra sarà:
{\displaystyle \omega \Delta y=-{\frac {\operatorname {d} x}{\operatorname {d} t}}}
la vorticità sulla faccia superiore della piastra sarà di conseguenza:
{\displaystyle \omega _{-}=-{\frac {1}{\Delta y}}{\frac {\operatorname {d} x}{\operatorname {d} t}}}
Con analoghe considerazioni si arriva a dire che la vorticità totale presente sulla faccia inferiore sarà:
{\displaystyle \omega _{+}={\frac {1}{\Delta y}}{\frac {\operatorname {d} x}{\operatorname {d} t}}}
Eseguendo la somma di questi due termini si può notare che la vorticità globale del flusso è nulla, come lo era prima di incontrare la lastra.
Nel caso di corpi con uno spessore, come per esempio un profilo alare simmetrico ad incidenza nulla, qualitativamente la dinamica è la stessa, ma ora il corpo sposterà le particelle di fluido durante il suo moto anche in direzione normale alla corrente indisturbata per soddisfare la condizione di impermeabilità (il corpo non è penetrabile dal fluido). Si formerà quindi un campo di moto intorno al corpo che sarà soluzione dell'equazione di Laplace che darà come risultato un flusso potenziale caratterizzato da un punto di ristagno anteriore r e da un punto di ristagno posteriore r + Δr ed in particolare sarà nota la velocità alla parete. Indicando con r l'ascissa curvilinea lungo il profilo, la vorticità complessiva presente in un punto della superficie del profilo sarà:
{\displaystyle \omega =-{\frac {1}{\Delta r}}{\frac {\operatorname {d} {\bar {r}}}{\operatorname {d} t}}}
dove Δr è lo spessore locale dello strato di fluido presente a diretto contatto con la superficie del corpo interessato dalla presenza di vorticità.
La vorticità complessiva sulla faccia superiore sarà:
{\displaystyle -{\int _{r}^{r+\Delta r}{\frac {\operatorname {d} r}{\operatorname {d} t}}_{-}\,\operatorname {d} r}}
mentre quella sulla faccia inferiore sarà:
{\displaystyle {\int _{r}^{r+\Delta r}{\frac {\operatorname {d} r}{\operatorname {d} t}}_{+}\,\operatorname {d} r}}
La somma delle due vorticità è ancora nulla.
Questo non è casuale perché per i fluidi incomprimibili sussiste un teorema di conservazione della vorticità. Per i problemi tridimensionali questo può essere facilmente verificato partendo dal fatto che in questo caso vale comunque:
{\displaystyle \nabla \cdot ({\frac {\operatorname {d} {\bar {r}}}{\operatorname {d} t}})=0}
Per i problemi bidimensionali la rigorosità di questo teorema è stata dimostrata rigorosamente solo di recente da J.C.Wu. e si è visto che la conservazione continua a valere se si considera oltre alla vorticità presente nel fluido anche quella presente all'interno dei corpi immersi dentro al fluido definendola come il doppio della loro velocità angolare, coerentemente anche al significato fisico della vorticità. Si può quindi scrivere in questo caso:
{\displaystyle {\frac {\operatorname {d} }{\operatorname {d} t}}{\int _{R}\omega \,dR}=0\,}
dove il dominio R va scelto come spiegato considerando anche i corpi presenti dentro il campo di moto.

## Dinamica della vorticità in un fluido incomprimibile
L'equazione della dinamica della vorticità può essere scritta facendo il rotore di tutti i termini dell'equazione di bilancio della quantità di moto scritta per un fluido incomprimibile nella forma:
{\displaystyle {\partial  \over \partial t}{\frac {\operatorname {d} {\bar {r}}}{\operatorname {d} t}}+{\bar {\omega }}\times {\frac {\operatorname {d} {\bar {r}}}{\operatorname {d} t}}=-\nabla \left({p \over \rho }+{\frac {1}{2}}\left({\frac {\operatorname {d} {\bar {r}}}{\operatorname {d} t}}\right)^{2}+2\omega \right)+d_{\frac {\operatorname {d} {\bar {r}}}{\operatorname {d} t}}\nabla ^{2}{\frac {\operatorname {d} {\bar {r}}}{\operatorname {d} t}}}
dove {\displaystyle {\bar {f}}=-\nabla \omega }
Considerando le seguenti relazioni vettoriali:
{\displaystyle \nabla ^{2}{\frac {\operatorname {d} {\bar {r}}}{\operatorname {d} t}}=\nabla \left(\nabla \cdot {\frac {\operatorname {d} {\bar {r}}}{\operatorname {d} t}}\right)-\nabla \times \left(\nabla \times {\frac {\operatorname {d} {\bar {r}}}{\operatorname {d} t}}\right)}
{\displaystyle \nabla \times \left({\bar {\omega }}\times {\frac {\operatorname {d} {\bar {r}}}{\operatorname {d} t}}\right)={\bar {\omega }}\nabla \cdot {\frac {\operatorname {d} {\bar {r}}}{\operatorname {d} t}}-{\frac {\operatorname {d} {\bar {r}}}{\operatorname {d} t}}\nabla \cdot {\bar {\omega }}+{\frac {\operatorname {d} {\bar {r}}}{\operatorname {d} t}}\cdot \nabla {\bar {\omega }}-{\bar {\omega }}\cdot \nabla {\frac {\operatorname {d} {\bar {r}}}{\operatorname {d} t}}}
{\displaystyle \nabla \cdot {\bar {\omega }}=\nabla \cdot \left(\nabla \times {\frac {\operatorname {d} {\bar {r}}}{\operatorname {d} t}}\right)=0}
{\displaystyle \nabla \times \left(\nabla (\cdot )\right)=0}
{\displaystyle \nabla \times {\partial  \over \partial t}({\frac {\operatorname {d} {\bar {r}}}{\operatorname {d} t}})={\partial  \over \partial t}\left(\nabla \times {\frac {\operatorname {d} {\bar {r}}}{\operatorname {d} t}}\right)}
si ottiene, definendo {\displaystyle d_{\frac {\operatorname {d} {\bar {r}}}{\operatorname {d} t}}} la diffusività cinematica:
{\displaystyle {\partial  \over \partial t}(\nabla \times {\frac {\operatorname {d} {\bar {r}}}{\operatorname {d} t}})+{\bar {\omega }}\nabla \cdot {\frac {\operatorname {d} {\bar {r}}}{\operatorname {d} t}}-{\frac {\operatorname {d} {\bar {r}}}{\operatorname {d} t}}\nabla \cdot {\bar {\omega }}+{\frac {\operatorname {d} {\bar {r}}}{\operatorname {d} t}}\cdot \nabla {\bar {\omega }}-{\bar {\omega }}\cdot \nabla {\frac {\operatorname {d} {\bar {r}}}{\operatorname {d} t}}=\nabla \times \left(\nabla \left({p \over \rho }+{\frac {1}{2}}\left({\frac {\operatorname {d} {\bar {r}}}{\operatorname {d} t}}\right)^{2}+2\omega \right)\right)+d_{\frac {\operatorname {d} {\bar {r}}}{\operatorname {d} t}}\nabla \times \left(\nabla \left(\nabla \cdot {\frac {\operatorname {d} {\bar {r}}}{\operatorname {d} t}}\right)-\nabla \times \left(\nabla \times {\frac {\operatorname {d} {\bar {r}}}{\operatorname {d} t}}\right)\right)}
e quindi, poiché valgono:
{\displaystyle \nabla {\frac {\operatorname {d} {\bar {r}}}{\operatorname {d} t}}=0}
e:
{\displaystyle \omega =\nabla \times {\frac {\operatorname {d} {\bar {r}}}{\operatorname {d} t}}}
si ottiene:
{\displaystyle {\partial  \over \partial t}\left(\nabla \times {\frac {\operatorname {d} {\bar {r}}}{\operatorname {d} t}}\right)+{\frac {\operatorname {d} {\bar {r}}}{\operatorname {d} t}}\cdot \nabla {\bar {\omega }}-{\bar {\omega }}\cdot \nabla {\frac {\operatorname {d} {\bar {r}}}{\operatorname {d} t}}=-d_{\frac {\operatorname {d} {\bar {r}}}{\operatorname {d} t}}\nabla \times (\nabla \times (\nabla \times {\frac {\operatorname {d} {\bar {r}}}{\operatorname {d} t}}))}
riordinando i termini:
{\displaystyle {\partial {\bar {\omega }} \over \partial t}+{\frac {\operatorname {d} {\bar {r}}}{\operatorname {d} t}}\cdot \nabla {\bar {\omega }}={\bar {\omega }}\cdot \nabla {\frac {\operatorname {d} {\bar {r}}}{\operatorname {d} t}}+d_{\frac {\operatorname {d} {\bar {r}}}{\operatorname {d} t}}\nabla ^{2}{\bar {\omega }}}
Nel caso in cui la vorticità sia nulla diremo che il flusso trattato sarà irrotazionale. Quest'ultimo concetto è piuttosto rilevante in quanto una corrente irrotazionale ammette l'esistenza di una funzione f, definita a meno di una costante, tale per cui {\displaystyle {\overrightarrow {V}}=\nabla (f)}, tale funzione sarà la funzione potenziale del campo. Inoltre essendo per il teorema del rotore:
{\displaystyle \iint _{S}(\nabla \times {\frac {\operatorname {d} {\bar {r}}}{\operatorname {d} t}})\cdot \operatorname {d} {\bar {r}}^{2}=\oint _{C}{\frac {\operatorname {d} {\bar {r}}}{\operatorname {d} t}}\cdot \operatorname {d} {\bar {r}}}
dove {\displaystyle {\hat {N}}} è il versore normale alla superficie S e {\displaystyle d{\bar {s}}} è il tratto infinitesimo della curva presa nel campo, la circuitazione di {\displaystyle {\frac {\operatorname {d} {\bar {r}}}{\operatorname {d} t}}} sarà nulla per qualsiasi circuito chiuso preso nel campo.
In un fluido incomprimibile la vorticità rappresenta la risultante delle azioni viscose agenti su una particella fluida. Se questa grandezza è zero, l'equazione che ne regola il moto è identica a quella di un fluido non viscoso. Attenzione, questo non vuol dire che le azioni viscose siano nulle, ma solo la loro risultante. La vorticità non dice nulla sull'entità delle forze viscose, ma solo sulla loro rilevanza dinamica.
Nella teoria dello strato limite di Prandtl, per esempio, si divide il dominio in due parti, lo strato limite, dove la vorticità è decisamente non nulla, e la parte esterna, in cui il flusso è irrotazionale, e dove è quindi possibile definire una funzione potenziale della velocità;
{\displaystyle \nabla \times {\frac {\operatorname {d} {\bar {r}}}{\operatorname {d} t}}=0}
questo semplifica moltissimo il problema matematico che diventa a questo punto facilmente risolvibile con l'aiuto di un calcolatore.